# Sadahiro Takahashi
Sadahiro Takahashi (高橋 貞洋 Takahashi Sadahiro?), född 7 januari 1959, är en japansk tidigare fotbollsspelare.
I augusti 1979 blev han uttagen i Japans trupp till U20-världsmästerskapet 1979.